# 台北市放生念佛會
財團法人台北市放生念佛會位於台灣台北市延吉街，為主祀釋迦牟尼的佛教廟宇。該廟宇興建於1974年，為位於台北松山區的四層樓式水泥建築公寓式之廟宇。另外，該廟宇的組織型態為財團法人制，祭典日期則是每年之浴佛節。